# John Linehan
John Lewis Linehan (Chester, 1º maggio 1978) è un ex cestista e allenatore di pallacanestro statunitense, professionista nella NBA D-League e in Francia.

## Palmarès
- Campionato estone: 1

Kalev/Cramo: 2008-09
- Campionato francese: 2

Cholet: 2009-10
Nancy: 2010-11
- Match des Champions: 1

Nancy: 2011

### Individuale
- LNB Pro A MVP finali: 1

Nancy: 2010-11